# Audition Day
"Audition Day" é o quarto episódio da quarta temporada da série de televisão de comédia de situação norte-americana 30 Rock, e o 62.° da série em geral. Teve o seu enredo escrito por Matt Hubbard, que também assumia a função de co-produtor executivo do seriado, e foi realizado por Beth McCarthy-Miller, uma antiga integrante da equipa de realizadores do Saturday Night Live (SNL), programa de televisão da NBC no qual Tina Fey, criadora e produtora executiva de 30 Rock, iniciou a sua carreira. Diversos atores fizeram uma participação especial no episódio, incluindo Nick Fondulis, Michael Mulheren, Angela Grovey e Daniel Genalo. Martin Scorsese, Christopher Walken e Gilbert Gottfried também fizeram participações, embora tenham sido apenas vocais. Brian Williams, noticiarista da NBC, também participou interpretando uma versão fictícia de si mesmo, enquanto o ator Ross Bickell interpretou uma versão fictícia australiana do comediante Jackie Mason. A atriz Marceline Hugot fez um regresso no seu papel recorrente como Kathy Geiss, filha do diretor executivo da General Electric (GE).
Nos Estados Unidos, a transmissão original de "Audition Day" ocorreu através da rede de televisão National Broadcasting Company (NBC) na noite de 5 de Novembro de 2009. De acordo com o sistema de mediação de audiências Nielsen Ratings, aquela emissão foi assistida por uma média de 5 milhões e 940 mil agregados familiares durante a sua transmissão original norte-americana, uma melhoria em comparação com o episódio transmitido na semana anterior, e foi-lhe atribuída a classificação de 2,9 e sete de share entre os telespectadores pertencentes ao perfil demográfico dos 18 aos 49 anos de idade. Naquela noite, o episódio destacou-se especialmente entre os jovens adultos entre os 18 aos 34 anos de idade, e ainda entre os telespetadores masculinos desta faixa etária.
O episódio gira em torno das audições para um novo membro do elenco do TGS with Tracy Jordan (TGS). Liz Lemon (interpretada por Tina Fey) e Pete Hornberger (Scott Adsit) já têm o seu favorito, um ator chamado Jayden Michael Tyler (Fondulis), e para garantirem que ele realmente consegue o papel, a dupla aplica aquilo a que chamam o "Método Hornberger," enchendo intencionalmente a lista de audição com concorrentes terríveis. Entretanto, Jenna Maroney (Jane Krakowski) e Tracy Jordan (Tracy Morgan), ambos estrelas do TGS, iniciam a sua própria jornada para encontrarem um novo membro para o elenco. Enquanto todos os outros estavam à procura de novos talentos, Jack Donaghy (Alec Baldwin) tinha a sua própria missão; com um caso desagradável de percevejo-de-cama, Jack foi rejeitado por todo o pessoal do edifício, tendo sido até proibido de usar o carro da General Electric (GE), sendo forçado a usar transporte público.
Embora não tenha sido universalmente aclamado, "Audition Day" foi visto como um passo na direção certa para 30 Rock, respondendo a alguns pontos levantados acerca de episódios anteriores, e mantendo a marca de humor única do seriado. De um modo geral, os críticos especialistas em televisão do horário nobre consideraram-no um episódio agradável, embora as opiniões variassem quanto aos seus pontos fortes e fracos. Muitos apreciaram a natureza caótica do processo de audição para um novo membro do elenco do TGS. Um dos destaques enaltecidos foi o desempenho forte do elenco, particularmente a interpretação de Alec Baldwin. Não obstante, alguns críticos consideraram que o episódio teve demasiadas piadas ou enredos, o que levou a um humor irregular, e notaram um aumento de publicidade indireta, que alguns consideraram inteligente, mas que outros consideraram uma distração.

## Produção e desenvolvimento

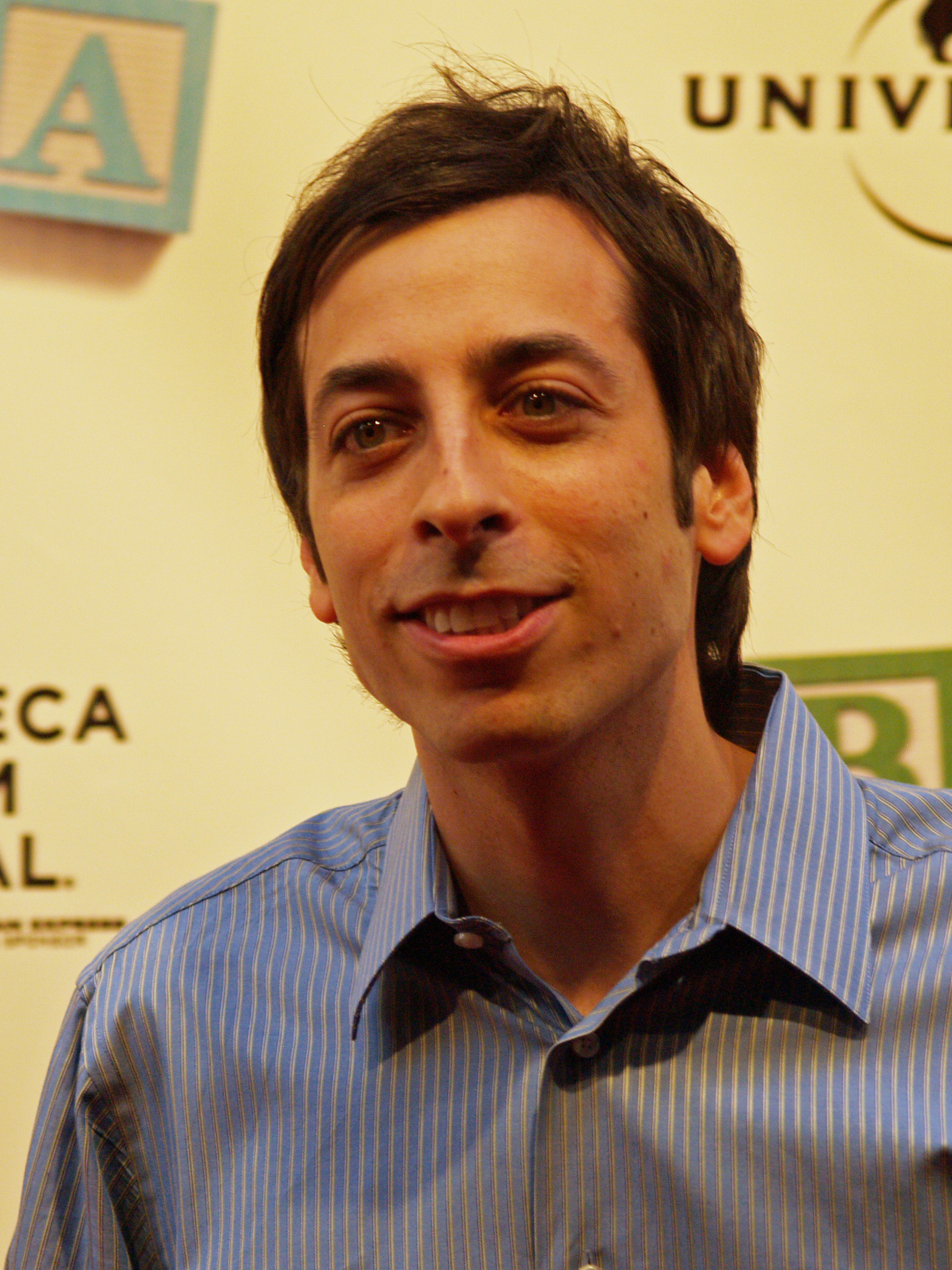
"Audition Day" marcou a aparição final de Lonny Ross em 30 Rock.

"Audition Day" é o quarto episódio da quarta temporada de 30 Rock. Parte das suas filmagens decorreram a 29 de Outubro de 2009 nos Estúdios Silvercup, lugar em Manhattan, Cidade de Nova Iorque, onde 30 Rock é normalmente filmado. Foi realizado por Beth McCarthy-Miller e teve o seu enredo redigido por Matt Hubbard. Para McCarthy-Miller, esta foi a sua oitava vez a trabalhar na realização de um episódio de 30 Rock, enquanto para Hubbard, que era também responsável pela co-produção executiva, foi também a sua oitava vez a redigir um guião. McCarthy-Miller é uma antiga membro da equipa de realizadores do Saturday Night Live (SNL), um programa de televisão humorístico norte-americano transmitido pela NBC no qual Tina Fey — argumentista-chefe, criadora, produtora executiva e atriz principal de 30 Rock — foi argumentista-chefe entre 1999 e 2006. 30 Rock é muitas vezes visto como um reflexo cómico do SNL, e Liz Lemon como uma versão ficcionada de Fey, encarnando as dificuldades de liderar um programa cómico num ambiente dominado por homens, tal como o seu papel na vida real no SNL. Vários antigos integrantes do elenco do SNL já desempenharam papéis importantes ou fizeram participações especiais em 30 Rock, inclusive Tracy Morgan e a própria Fey, que foi a primeira apresentadora feminina do segmento Weekend Update. Além de McCarthy-Miller, outros membros da equipa do SNL que já trabalharam em 30 Rock são: John Lutz, argumentista do SNL entre 2003 a 2010 e membro do elenco de 30 Rock; e Steve Higgins, argumentista e produtor do SNL de 1995 a 2009 que fez participações na sétima temporada de 30 Rock. Alec Baldwin, apesar de nunca ter sido membro do elenco do SNL, detém o recorde de ser o anfitrião do programa por mais vezes, com dezassete vezes.
Embora o seu nome tenha sido listado na sequência de créditos de encerramento do episódio, a atriz Katrina Bowden, intérprete da personagem Cerie Xerox em 30 Rock, não participou de "Audition Day". Este episódio marcou o retorno da atriz Marceline Hugot a 30 Rock, na sua sétima aparição na série, e primeira da temporada, como Kathy Geiss, a filha do diretor executivo da General Electric (GE). Hugot participou para que a sua personagem fizesse uma audição para um lugar no TGS. "Tina [Fey] me ligou e ela disse, 'Marceline, eu acho que encontramos uma maneira de te trazer de volta,'" expressou a atriz, que não aparecia em um episódio de 30 Rock desde "Reunion" no início da terceira temporada. Outros atores que interpretaram personagens que fizeram audições para o TGS foram Angela Grovey como Kolandra, Ross Bickell como uma versão fictícia australiana do comediante Jackie Mason,, Michael Mulheren como Gordan Breckman, e ainda Nick Fondulis como Jayden Michael Tyler. Embora em "Audition Day", a personagem Jayden é retratada como um comediante com a capacidade de imitar vozes de celebridades, as vozes de Martin Scorsese, Christopher Walken e Gilbert Gottfried que podem ser ouvidas nas imitações dele foram na realidade gravadas pelos respetivos atores, que foram creditados na sequência de créditos de encerramento. Brian Williams, noticiarista da NBC, também participou do episódio desempenhando uma versão fictícia de si mesmo, fazendo uma audição para se tornar membro do elenco do TGS. Esta foi a sua segunda participação em 30 Rock, após "The Ones" na temporada anterior.
A trama de Jack em "Audition Day", na qual ele é ostracizado por ter contraído percevejo-de-cama, foi inspirada por uma situação vivenciada por Hubbard no primeiro ano de produção de 30 Rock, descrita como "o pior caso de percevejo-de-cama que alguém da equipa de argumentistas [de 30 Rock] já viu." Numa cena deste episódio, um homem sem-abrigo mantém distância de Jack depois de ele revelar ter percevejos. Moonvest, o homem sem-abrigo interpretado por Craig Castaldo, é uma personagem recorrente em 30 Rock.
Neste episódio, o ator Lonny Ross repetiu a sua performance como Josh Girard pela 37.ª e última vez. No episódio piloto de 30 Rock, Josh foi introduzido como o homólogo masculino de Jenna Maroney no TGS. No entanto, com o desenvolvimento da personagem Tracy Jordan, assim como a construção de um relacionamento mais próximo com o resto do elenco e equipa do TGS, inclusive a própria Jenna, a presença de de Josh na série foi diminuindo. Com o passar do tempo, o seriado abandonou ainda mais o TGS como a sua premissa principal, contrariando assim o plano original de 30 Rock. Consequentemente, o TGS passou ao pano de fundo, enquanto as personagens secundárias Liz e Jack tornaram-se papéis menores do que o originalmente idealizado. Com esta exposição cada vez menor de Josh, Ross eventualmente abandonaria o elenco da série. Em "Audition Day", Josh faz uma audição para voltar ao TGS, depois de ter se demitido em "Season 4". Durante a audição, ele revela que, desde que abandonou a série, fez alguns trabalhos em filmes que não deram certo, o seu agente lhe despediu e gravou um "curta-metragem online no qual me obrigaram a fazer coisas de rapaz-rapaz," demonstrando muita infelicidade com tudo isso, tendo chorado durante a audição e pedido perdão a Deus. Um artista de rua que faz movimentos de robô em maquilhagem prateada, interpretado por Daniel Genalo, foi contratado neste episódio para ser o novo integrante do elenco do TGS.
À medida que foi progredindo com a suas temporadas, 30 Rock inclinou-se cada vez mais para o humor surreal, particularmente com a personagem Kenneth Parcell, que se tornou a mais excêntrica. Enquanto outras personagens experimentavam desenvolvimentos loucos, como Jack a trabalhar para a administração Bush ou Tracy a vencer um prémio Óscar, o arco de Kenneth tornou-se mais bizarro, com indícios de que poderia ser imortal. Este arco iniciou subtilmente na primeira temporada com o episódio "The Baby Show", no qual há um panfleto na secretária do Dr. Leo Spaceman que lê "Nunca Morre" com uma foto do estagiário no pano de fundo. A partir da terceira temporada, a série foi deixando cair inúmeras pistas sobre a natureza eterna de Kenneth, desde referências vagas à sua idade até momentos mais evidentes em temporadas posteriores. Ele lembra-se de ter tido um papagaio por 60 anos, reage fortemente a sons agudos que só os maiores de 40 anos conseguem ouvir, e possui conhecimento enciclopédico sobre a história da televisão norte-americana. O auge desta estranha história acontece quando a mãe de Kenneth revela que, à nascença, Kenneth lhe disse que não era humano, mas sim um ser imortal. Em "Audition Day", percebendo que Kenneth pode saber o que se está a passar com as audições do TGS, Jenna aparece de repente na frente dele, levando-o a exclamar "Vampyr." Quando Kenneth se recusa a abraçá-lo, Jack pergunta-lhe "Et tu, Kenneth?," levando Kenneth a explicar em latim por que razão não abraça Jack devido aos seus percevejos.
Judah Friedlander, intérprete do argumentista Frank Rossitano em 30 Rock, é conhecido pela sua coleção de chapéus de camionista adornados com vários slogans, frases e palavras. Esta caraterística não é apenas um adereço aleatório, mas sim uma parte integrante da personalidade de Frank e do humor da série. Segundo Friedlander, ele desenha e cria estes chapéus pessoalmente, tendo originado chapéus suficientes para usar um diferente em cada cena de 30 Rock, o que se traduz em cerca de três chapéus por episódio. O conteúdo dos chapéus de Frank reflete frequentemente a sua personalidade sarcástica, interesses peculiares ou referências à cultura popular. Alguns exemplos notáveis incluem erros ortográficos, frases nostálgicas e afirmações bizarras que dão uma ideia do carácter de Frank antes mesmo de ele falar. Ocasionalmente, os chapéus são incorporados no enredo, acrescentando uma camada extra de comédia. A personalidade de Friedlander na vida real também envolve o uso de chapéus semelhantes durante as suas atuações de comédia stand-up. Muitas vezes, ostenta nesses chapéus títulos ou capacidades ultrajantes, como "Campeão do Mundo" em diversas línguas, o que contrasta humoristicamente com o seu comportamento descontraído. Em "Audition Day", Frank usa um boné que lê "Because."
O episódio termina com Jack a cantar "This Little Light of Mine" no Metropolitano de Nova Iorque com os Acapella Soul, um grupo de cantores afro-americanos formado por Darryl Offley, Gerard Giddiens e Robert Lucas que também são artistas de rua na vida real, frequentemente encontrados nos degraus do Museu Metropolitano de Arte na Cidade de Nova Iorque.

## Enredo
Chegou o dia das audições para um novo membro do elenco do programa de televisão TGS with Tracy Jordan (TGS). A argumentista-chefe do programa, Liz Lemon (Tina Fey), acredita que a sua busca árdua para este novo membro finalmente terminou, e decide que quer contratar um cómico chamado Jayden Michael Tyler (Nick Fondulis). Porém, primeiro, ela tem de passar por Jack Donaghy (Alec Baldwin), responsável pela divisão de televisão da Costa Este da NBC. Então, com a ajuda de Pete Hornberger (Scott Adsit), produtor do TGS, ela decide manipular as audições a favor de Jaden através da adoção do "Método Hornberger" para garantir o sucesso. De princípio, Jack aconselha Liz a não se sentir mal pelos atores que estão por fazer a audição. No entanto, mais tarde, Kenneth Parcell (Jack McBrayer), estagiário da NBC, informa-o que Jack tem um caso de percevejos-de-cama. Como resultado, ele é ostracizado pelos seus colegas e subordinados da NBC, sendo até impedido de usar o carro executivo da empresa e forçado a usar o transporte público como alternativa, onde é também discriminado por um homem sem-abrigo (Craig Castaldo). Entretanto, Jenna Maroney (Jane Krakowski), estrela do TGS, toma conhecimento das audições e questiona-se se a sua posição no programa irá ficar diminuída com a chegada de um novo ator. Embora Tracy Jordan (Tracy Morgan), a co-estrela do TGS, assegure-a que os dois não têm nada com que se preocupar, ela continua inquieta.
Sentindo-se compassivo após a sua experiência de ostracização, depois de ter apanhado Liz a tentar livrar-se de pessoas que tentavam fazer uma audição para o TGS, Jack ordena-a a dar uma oportunidade a todos. Jenna descobre o plano de Liz e Pete de manipularem as audições a favor de Jayden, e pede a Liz que o remova da audição. Jenna odeia Jayden pois ele a humilhou ao fazer uma piada sobre o seu sutiã depois de terem trabalhado juntos numa peça teatral vinte anos atrás. Contanto, Liz não muda de ideias em relação ao ator. Walter "Dot Com" Slattery (Kevin Brown), membro da comitiva de Tracy, consegue que Liz o permita fazer uma audição e, após tomarem conhecimento, outros membros da equipa do TGS decidem fazer também audições, incluindo os argumentistas Frank Rossitano (Judah Friedlander), James "Toofer" Spurlock (Keith Powell) e J.D. Lutz (John Lutz); Brian Williams, noticiarista da NBC; Kathy Geiss (Marceline Hugot), filha do diretor executivo da GE; Josh Girard (Lonny Ross), antigo membro do elenco do TGS; e um artista de rua robô (Daniel Genalo). Zangada, com o apoio de Tracy, Jenna inicia uma jornada para encontrar pessoas como Kolandra (Angela Grovey), uma mulher afro-americana, e um homem homossexual (David Perlman) para que façam audições para o TGS.
Jenna tenta sabotar as chances de Jaden fingindo que não o conhece, mas ele acaba se sucedendo bem. Porém, durante a audição de Jayden, Liz apercebe-se que as suas supostas referências — Gilbert Godfried, Martin Scorsese e Christopher Walken — não eram legítimas e que Jayden se fez passar por eles. No entanto, Jayden planeia chantagear Liz com uma máquina fotográfica que contém fotos provocantes de Jayden marcada com as impressões digitais dela, para fazer parecer que Liz só o contrataria se ele a deixasse tirar fotos dos seus órgãos genitais. Liz tenta impedir Jack de contratar Jayden, mas descobre que Jack já havia tomado a decisão de contratar o artista de rua, como este lhe apertou a mão sem se preocupar com o facto de Jack ter percevejos.

## Referências culturais

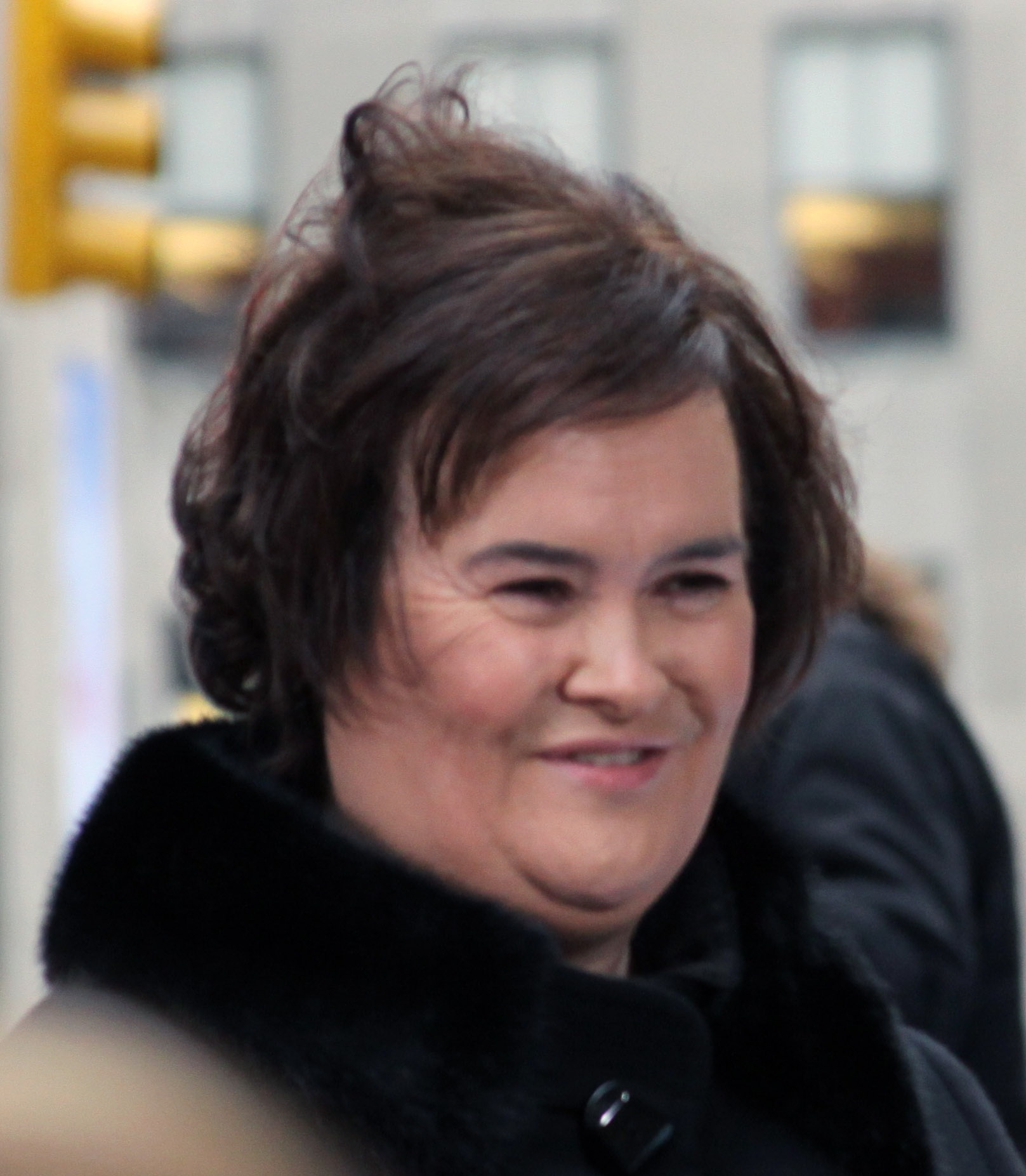
A audição de Susan Boyle para o Britain's Got Talent foi referenciada em "Audition Day".

### Análises da crítica

O desempenho de Alec Baldwin foi universalmente aclamado pelos críticos, sendo considerado o ponto mais alto de "Audition Day".